# Minuskel 95
Minuskel 95 (in der Nummerierung nach Gregory-Aland), A212 (von Soden) ist eine griechische Minuskelhandschrift des Neuen Testaments auf 110 Pergamentblättern (27,3 × 20,5 cm). Mittels Paläographie wurde das Manuskript auf das 12. Jahrhundert datiert. Es ist nicht vollständig.

## Beschreibung
Die Handschrift enthält den Text des Lukas- (11,2-24,53) und Johannesevangeliums (1,1-7,1; 7,18-20,30) mit einem Kommentar. Er wurde einspaltig mit je 20 Zeilen geschrieben. Die Handschrift enthält Randbemerkungen, κεφαλαια, Ammonianische Abschnitte (von späterer Hand), (nicht den Eusebischen Kanon), Synaxarion und Menologion.

## Text
Der griechische Text des Kodex repräsentiert den byzantinischen Texttyp. Kurt Aland ordnete ihn in Kategorie V ein.
Er enthält die Perikope Jesus und die Ehebrecherin (Joh 7,53 –8,11 ), aber mit zweifelhaftem Scholion auf dem Rand: ταυτα μετα και του κεφαλαιου της μοιχαλιδος. Εν τισι των αντιγραφων ωβελισται.

## Geschichte
George Wheler brachte diese Handschrift 1676 von Konstantinopel (?) nach England (wie Kodex 68).
Sie wurde durch John Mill und Nicoll untersucht (für Johann Martin Augustin Scholz).
Der Kodex befindet sich im Lincoln College in Oxford (Gr. 16).